# كسوف الشمس 23 نوفمبر 2003
حدث كسوف الشمس الكلي في 23 نوفمبر 2003 بحجم 1.0379. يحدث الكسوف عندما يمر القمر بين الأرض والشمس، وبالتالي يحجب صورة الشمس كليًا أو جزئيًا لمشاهد على الأرض. يحدث الكسوف الكلي للشمس عندما يكون قطر زاو القمر أكبر من الشمس، مما يحجب كل ضوء الشمس المباشر، ويحول النهار إلى ظلام. يحدث الكسوف الكلي في مسار ضيق عبر سطح الأرض، مع كسوف جزئي للشمس مرئي فوق المنطقة المحيطة بعرض آلاف الكيلومترات. كان مرئيًا من ممر في منطقة القارة القطبية الجنوبية. شوهد خسوف جزئي من المسار الأوسع نطاقا لشبه ظل القمر، بما في ذلك الطرف الجنوبي لأمريكا الجنوبية ومعظم أستراليا.

بالنسبة لكسوف الشمس الكلي، يتحرك مسار الكلّية بإتجاه الشرق. في هذه الحالة، يحرك المسار جنوبًا ثم غربًا حول القارة القطبية الجنوبية. 

## كسوفات ذات صلة

### كسوف 2003
- خسوف القمر مايو 2002.
- كسوف الشمس 31 مايو 2003.
- خسوف القمر نوفمبر 2003.

### كسوف الشمس 2000-2003
يتكرر الكسوف في سلسلة فصل دراسي من كسوف الشمس كل 177 يومًا تقريبًا و 4 ساعات (فصل دراسي) في العقد المتناوبة من مدار القمر.

## مراجع

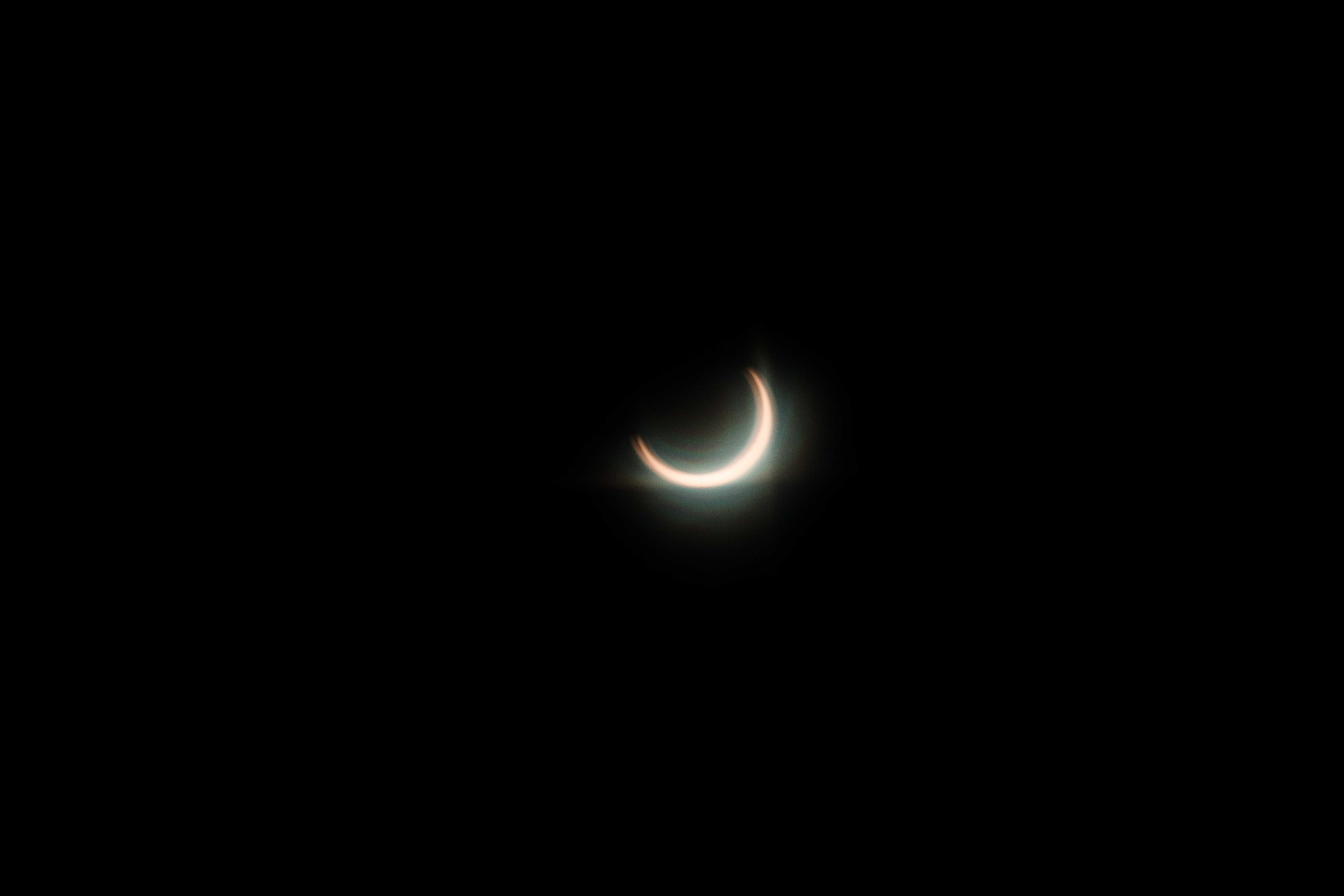
كسوف الشمس الكلي

## روابط خارجية
- فريد إسبنك وجاي أندرسون. "الكسوف الكلي للشمس في 23 نوفمبر 2003". ناسا ، تموز 2003.
- رسومات ناسا
- خريطة جوجل

صور:
- موقع تصوير الكسوف للبروفيسور دروكمولر. رحلة فوق القارة القطبية الجنوبية
- صور من القارة القطبية الجنوبية بواسطة جمعية كرايفورد مانور هاوس الفلكية
- صورة اليوم الفلكية 8/5/2004، كسوف كلي للشمس في القطب الجنوبي
- صورة اليوم الفلكية 11/27/2003، الظل الطويل للقمر، الكسوف الكلي للشمس من القمر الصناعي فوق القارة القطبية الجنوبية